# 古川耕
古川 耕（ふるかわ こう、1973年 - ）は、日本の放送作家、ライター、プロデューサー。

## 来歴
神奈川県横浜市出身。高校1年生で『月刊OUT』（みのり書房）のライター募集に応募し、企画会議に関わる。1998年、ヒップホップ雑誌『FRONT』（シンコー・ミュージック・エンタテイメント）の編集者として参加し、その後、同誌や『blast』（シンコー・ミュージック・エンタテイメント）にライターとして関わる。2007年に『ライムスター宇多丸のウィークエンド・シャッフル』（TBSラジオ）の放送開始にあわせて宇多丸に誘いを受け、企画立案、ブログ担当者として関わり、2008年より放送作家として参加。文房具にも造詣が深く、文具関係の著作やイベント開催の他、「お気に入りボールペン」を決める「OKB総選挙」の総合プロデューサーも行っている。

## 著書
- 『ブラスト公論 誰もが豪邸に住みたがってるわけじゃない[増補新装版] [単行本]』シンコーミュージック、2010年3月。ISBN 978-4401633876。　ライムスター宇多丸、前原猛、高橋芳朗、郷原紀幸との共著
- この10年でいちばん重要な文房具はこれだ決定会議（スモール出版、2018年3月） - 高畑正幸、きだてたく、他故壁氏との共著
- 『FREEDOM フットマークデイズ （全３巻）』小学館、2007年5月。 日清カップヌードルのCMプロジェクト「FREEDOM」からのノベライズ

## 連載
- CIRCUS(KKベストセラーズ）「勃起する文房具」　2009年9月号～

## ラジオ
- ライムスター宇多丸のウィークエンド・シャッフル（2007年4月7日 - 2018年3月31日、TBSラジオ他）
構成作家として番組開始時より制作に参加している。これは番組パーソナリティの宇多丸から直接依頼を受けて承諾したものである。番組中では構成作家としての業務はもちろんだが、ほぼ毎回短時間でも声の出演をしている。
文房具に対する造詣が深く、文房具を特集したコーナー等には必ず出演している。これがきっかけとなり、雑誌『CIRCUS』（KKベストセラーズ）にて連載を持つことになった。
- 高橋芳朗 HAPPY SAD（2011年4月10日 - 2012年9月30日、TBSラジオ他）
前述の"ライムスター宇多丸のウィークエンド・シャッフル"において何度か高橋芳朗の発案と出演によるコーナー企画があり、その内容を元にしたコンセプトを持つラジオ番組。この番組にはスーパーバイザーとして参加している。
- ザ・トップ5（2011年10月4日 - 2012年3月29日、TBSラジオ他）
前述の"ウィークエンド・シャッフル"と"HAPPY SAD"にゲスト出演したコンバットREC、高野政所、ジェーン・スーがレギュラーコメンテイターとして出演している番組で、"ウィークエンド・シャッフル"の元プロデューサー・橋本吉史がプロデューサを担当している番組。構成作家として参加している。
- ザ・トップ5〜リターンズ（2012年10月2日 - 2013年3月28日、TBSラジオ）
前述の"ザ･トップ5"のシーズン２となる番組。今回も構成作家として参加している。
- ザ・トップ5（2013年10月1日 - 2014年3月27日、TBSラジオ）
このシーズン３をもって橋本吉史がプロデューサーを降板し、最終回にスタッフ紹介が行われた。次年度のシーズン４から新たなスタッフ陣で制作。
- ジェーン・スー 相談は踊る（2014年4月5日 - 2016年4月9日、TBSラジオ他）
- ジェーン・スー 生活は踊る（2016年4月11日 - 、TBSラジオ）
構成作家として、前番組「ジェーン・スー 相談は踊る」に引き続き参加。担当曜日は月曜日と金曜日。
- 都市型生活情報ラジオ 興味R（2017年4月3日 - 2018年3月26日、TBSラジオ）
- アフター6ジャンクション→アフター6ジャンクション2（2018年4月2日 - 、TBSラジオ他）
前述の"ライムスター宇多丸のウィークエンド・シャッフル"の実質的な後継番組。今回も構成作家として参加している。
- ライムスター宇多丸とマイゲーム・マイライフ（TBSラジオ、2017年4月 - ）

## 関連人物
- 宇多丸
- 高橋芳朗